# 迭该
迭该（蒙古语轉寫：Dege，羅馬化：Duka/Dūkā，見《史集》）是13世纪初蒙古帝国的千户长之一，出身別速惕氏，《元朝秘史》等汉文史料中记作迭该。迭该原本是孛儿只斤氏支族泰赤乌氏的属民，后因效力成吉思汗得以晋升，晚年成为窝阔台的王傅。

## 生平
迭该所属的别速惕氏在蒙古部中属于弱小氏族，12世纪末时作为属民依附于强大的泰赤乌氏。在铁木真崛起前，迭该一族世代为泰赤乌氏效力。《史集》记载，迭该的父亲被泰赤乌氏族人杀害后，其母拜都儿哈敦担忧儿子们的前途，决定向与泰赤乌氏对立、素有“善待寡妇孤儿”声誉的乞颜·孛儿只斤氏首领铁木真求助。当拜都儿哈敦带着两个儿子迭该和古出古儿投奔铁木真时，铁木真热情接待了他们，封拜都儿哈敦为达尔罕，表示“孤儿们的未来也应成为达尔罕”。关于这一时期迭该的职务，《史集》称他为 阿合塔赤（掌马官），《元朝秘史》则记载他担任豁尼赤（牧羊人）。
1206年，成吉思汗统一蒙古高原后创立千户制度，任命为95名千户长，迭该与古出古儿兄弟分别被任命为千户长，迭该在功臣表中位列第11位。成吉思汗称赞迭该、兀孙、阔阔搠思、忽难等四人 “不隐瞒所见所闻”。又命迭该“聚集离散的部众，统领千户”，就是召集分散的别速氏族人组建千户。成吉思汗将迭该率领的别速惕氏千户被划归第三子窝阔台，他本人也成为窝阔台的王傅。迭该家族自此世代效力于窝阔台家族，其投下领地被分封在华北东部的大名路清丰县，作为贵由汗的投下封地。

## 别速惕氏拜都儿哈敦家族
- 拜都儿哈敦（Baydar Qatun、Bāīdar khātūn、بایدر خاتون），迭该、库楚古尔的母亲
  - 迭哥官人（Degei Noyan、Dūkāدوکا），拜都儿哈敦之子，曾任窝阔台汗国的王傅之一
    - 兀都亦（Udui、Ūdūī、اودوی），效力于窝阔台家族的只必帖木儿，官至万户长

  - 古出古儿（Küčügür、Kūchūkūr、کوچوکور），迭哥官人之弟，成吉思汗时期的千户长之一
    - 不儿塔臣·豁儿赤（Burtǰin Qorči、بورتجین قورچی），古出古儿之子，成吉思汗幼子拖雷的怯薛长
    - 忽的剌·豁儿赤（Qubilai Qorči、قوبلای قورچی），古出古儿之子，担任千户长
      - 察儿·不花（Čar Buqa、Chār Būqā、چاربوقا），忽的剌·豁儿赤之子，效力于拖雷次子元世祖忽必烈
        - 乞兀只（Kiüči、Kīūchī、کیوچی），察儿·不花之子，先效力于阿里不哥家族的明里帖木儿之子明汗，后被派往伊儿汗国